# Social bookmarks
No contexto da World Wide Web e da folksonomia, o social bookmarks é uma ferramenta que organiza recursos da web de modo colaborativo, porporcionando fácil acesso e compartilhamento. São parte importante da chamada Web 2.0 e suas funções estão intimamente relacionadas aos conceito de "Social Tagging" (etiquetagem social) e folksonomia. 
Pesquisadores como Taraborelli (2008) pensavam que ferramentas da web 2.0 como o Bookmarking e gerentes de referência, serviam para mensurar, ou, aferir algum tipo de impacto não tradicional à publicação científica. Esse é um dos primeiros estudos que pensa sobre uma possibilidade de métrias alternativas para publicação científica.